# Союз 5
„Союз-5“ е съветски пилотиран космически кораб.

## Екипажи

### Основен екипаж
- Борис Волинов (1)
- Алексей Елисеев (1)
- Евгений Хрунов (1)

### Дублиращ екипаж
- Анатолий Филипченко
- Виктор Горбатко
- Валерий Кубасов

### Резервен екипаж
- Анатолий Куклин
- Владислав Волков
- Петър Колодин

### Екипаж при приземяването
- Борис Волинов

## Описание на полета
Корабът „Союз 5“ стартира от космодрума Байконур на следващия ден след старта на кораба Союз 4 – 15 януари 1969 г. На 16 януари в 08:20 часа се скачват в космоса. Това е първото скачване на два пилотирани космически кораба. По време на скачването активен бил корабът „Союз 4“. На 35-ата обиколка около Земята космонавтите Е. Хрунов и А. Елисеев излизат в открития космос и преминават в „Союз 4“. Този преход е елемент от подготовката за предполагаемия полет към Луната. Съветската телевизия предавала пряко прехода на космонавтите от единия към другия кораб. Хрунов и Елисеев използвали скафандри „Ястреб“, а командирът на „Союз 5“ им помагал в обличането. Тъй като този вариант на „Союз“ – Союз 7К-ОК не е имал преходен люк, Б. Волинов преминава в спускаемия апарат на кораба, а орбиталния отсек се използвал за шлюзова камера е разхерметизиран и двамата космонавти излизат в открития космос. Процедурата се повторила в обратен ред на „Союз 4“. Хрунов и Елисеев предават на командира Владимир Шаталов писма, телеграми и вестници, излезли след неговото излитане. Корабите се намират в скачено състояние 4 часа и 35 минути.
„Союз 5“, с Борис Волинов на борда се приземява на 18 януари 1969 г. При спускането от орбита не сработва пиропатронът за отделяне на спускаемия апарат, орбиталния и агрегатния отсек. Така спускът преминава по неразчетена траектория, прегряване на спускаемия апарат и неразчетено претоварване. Спускаемия апарат се отделя вследствие изгарянето на връзките между другите части на кораба (агрегатния и сорбиталния отсек). Тъй като спускът преминава по неразчетна балистическа траектория с голяма скорост, неразчетно сработва и системата за меко кацане и Б. Волинов получава травми при това.
Полетът е с продължителност 3 денонощия 0 часа 54 минути и 15 секунди.